# Kuula
A Kuula (magyarul: Hallgasd!) egy dal, amely Észtországot képviselte a 2012-es Eurovíziós Dalfesztiválon. A dal a 2012. március 3-án rendezett észt nemzeti döntőben nyerte el az indulás jogát, ahol a nézői szavazatok alakították ki a végeredményt. A dal az első helyen végzett a 10 fős döntőben. A dalt az észt Ott Lepland fogja előadni anyanyelvén.
Az Eurovíziós Dalfesztiválon a dalt először a május 24-én rendezett második elődöntőben adták elő, a fellépési sorrendben tizennegyedikként, a török Can Bonomo Love Me Back című dala után és a szlovák Max Jason Mai Don’t Close Your Eyes című dala előtt. Az elődöntőben 100 ponttal a negyedik helyen végzett, így továbbjutott a döntőbe.
A május 26-án rendezett döntőben a fellépési sorrendben tizenegyedikként adták elő, az olasz Nina Zilli L’amore è femmina (Out of Love) című dala után és a norvég Tooji Stay című dala előtt. A szavazás során 120 pontot kapott, mely a 6. helyet helyet jelentette a 26 fős mezőnyben.

## Külső hivatkozások
- Dalszöveg
- YouTube videó: A Kuula című dal előadása az észt nemzeti döntőben